# II型干扰素
II型干扰素只有干扰素伽玛（干扰素-γ, Interferon-γ）一个成员。 成熟的干扰素伽玛蛋白是反平行二聚体，可以与结合到干扰素伽玛受体（IFNGR），干扰素伽玛受体由两个亚基组成。

## 功能
干扰素伽玛参与调节免疫和炎症反应；
- 干扰素伽玛的有一定的抗病毒作用，但很微弱；
- 干扰素伽玛的有一定的抗肿瘤作用，也很微弱；
- 干扰素伽玛参与调节I型干扰素的免疫功能；
- 干扰素伽玛征集白细胞到感染局部，因而调节炎性反应；
- 干扰素伽玛激发巨噬细胞的杀菌能力；
- 干扰素伽玛调节II型辅助T细胞（Th2细胞）的免疫功能；
- 干扰素伽玛的表达异常或使用不当，可能导致自體免疫性疾病。

## 参看
- T细胞
- 辅助T细胞
- 干扰素伽玛